# Cerconychia brunnea
Cerconychia brunnea är en bäcksländeart som beskrevs av František Klapálek 1913. Cerconychia brunnea ingår i släktet Cerconychia och familjen Styloperlidae. Inga underarter finns listade i Catalogue of Life.